# Agía Iríni (Phocide)
Agía Iríni (grec moderne : Αγία Ειρήνη) est une localité située dans le dème de Doride, dans le district régional de Phocide, dans la périphérie de Grèce-Centrale, en Grèce.
Selon le recensement de 2021, elle compte 8 habitants.